# Draaiorgel de Fata Morgana
Draaiorgel de Fata Morgana is een Nederlands straatorgel. Het werd gebouwd in 2007 en telt 72 toetsen. Hoewel het orgel niks met de Efteling heeft te maken, speelt hij toch het muziekstuk Harem uit de attractie Fata Morgana.

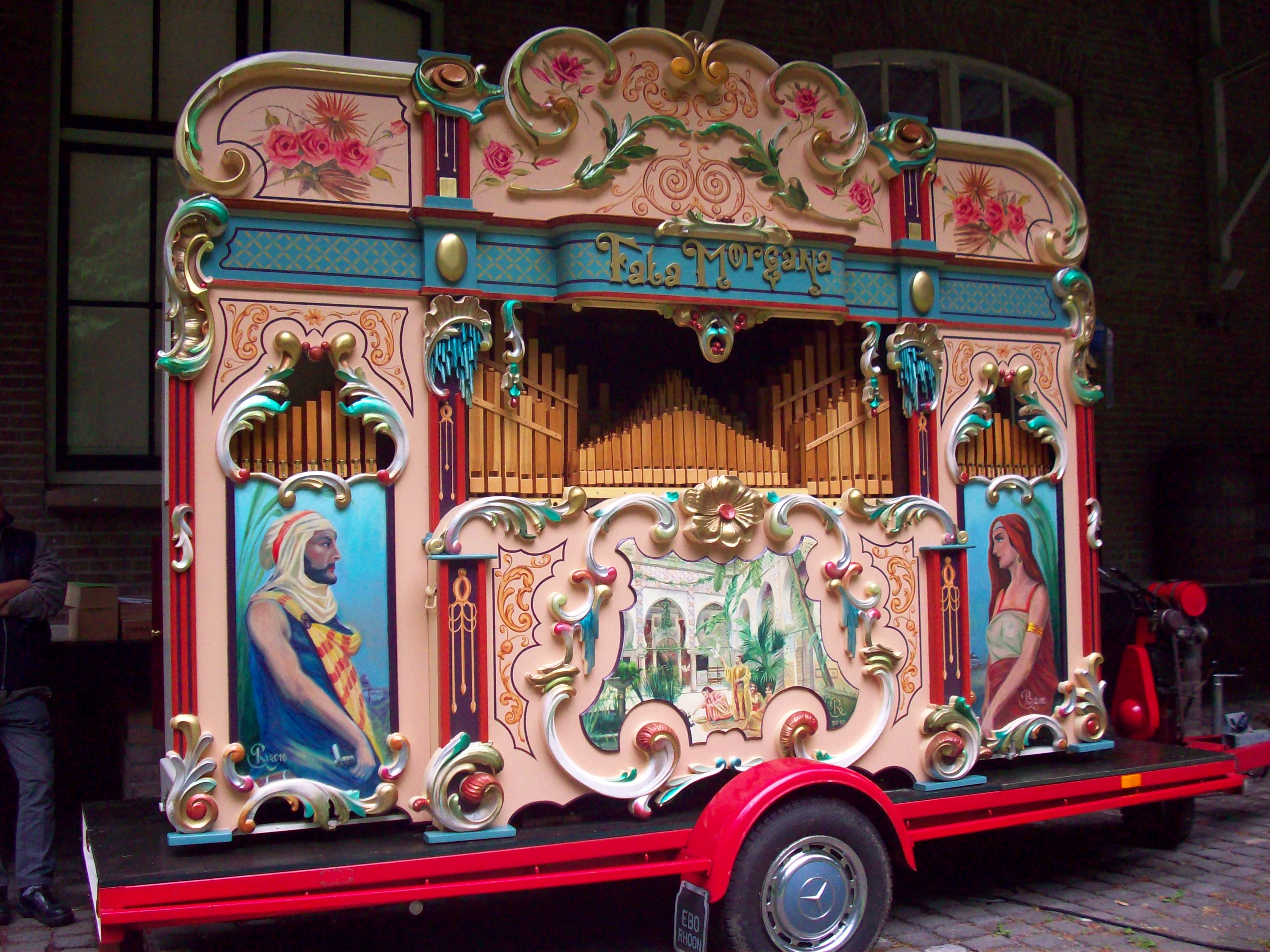
Draaiorgel de Fata Morgana

## Levensloop
Draaiorgelbouwer Henk Veeningen kocht in 2007 een oude orgelkast. Met diverse oude Mortier onderdelen stelde hij vervolgens een 72-toets orgel samen met het systeem van Carl Frei.
Na de bouw stond het orgel korte tijd (zonder front) opgesteld in zijn eigen orgelmuseum in De Wijk.
Eind 2008 werd het orgel gekocht door J. Wempe. Aangezien het orgel nog geen front had, moest deze nieuw worden gebouwd. R. Blinkhof beschilderde vervolgens het front met Oosterse taferelen. Dankzij deze schilderingen heeft het orgel zijn naam gekregen.
Het orgel was in mei 2011 klaar. Een maand later, in juni, kon het grote publiek het resultaat voor het eerst bewonderen tijdens het orgelfestijn Haarlem draait door. Later werd het front verder uitgebreid.
Sinds het najaar van 2015 wordt het orgel met enige regelmaat geëxploiteerd in Noord-Brabant.